# Calyptronoma occidentalis
Calyptronoma occidentalis är en enhjärtbladig växtart som först beskrevs av Olof Swartz, och fick sitt nu gällande namn av Harold Emery Moore. Calyptronoma occidentalis ingår i släktet Calyptronoma och familjen Arecaceae.
Artens utbredningsområde är Jamaica. Inga underarter finns listade i Catalogue of Life.